# Blåvandshuk Kommune
| Strukturdaten       | Strukturdaten |
| ------------------- | ------------- |
| Sitz der Verwaltung | Oksbøl        |
| Fläche              | 222,80 km²    |
| Einwohner           | 4.368 (2004)  |
| Kommune seit 2007   | Varde Kommune |

Blåvandshuk Kommune war bis Dezember 2006 eine dänische Kommune im damaligen Ribe Amt in Jütland. Benannt wurde sie nach dem Kap Blåvands Huk, dem westlichsten Punkt des dänischen Mutterlandes. Seit Januar 2007 ist sie zusammen mit der alten Varde Kommune, der Blaabjerg Kommune, der Helle Kommune und der Ølgod Kommune Teil der neuen Varde Kommune.